# Я научу тебя
«Я научу тебя» — песня белорусской группы «Галасы ЗМеста», которая была выбрана телекомпанией БТРК для участия Белоруссии на конкурсе песни «Евровидение-2021» в Роттердаме, Нидерланды. Впоследствии песня была отклонена организаторами конкурса из-за содержания, по их мнению, носящего политический характер. Музыкальное видео также было снято с официального канала «Евровидения» на Youtube.

## Евровидение
9 марта 2021 года белорусская телекомпания БТРК подтвердила, что «Галасы ЗМеста» будут представлять Беларусь на конкурсе 2021 года с песней «Я научу тебя». Беларусь должна была выступать в первой половине первого полуфинала конкурса. Также ходили слухи, что изначально планировали повторно отправить на конкурс представителей отменённого «Евровидения-2020» — группу VAL, но государственная телерадиокомпания БГТРК в сентябре 2020 года заявила об отказе повторно отправить VAL из-за поддержки белорусских протестов, утверждая, что у дуэта «нет совести».
Через два дня после анонса песни ЕВС опубликовал заявление, в котором утверждалось, что из-за политического характера песня не соответствует правилам конкурса. Впоследствии белорусской телекомпании была предоставлена возможность либо повторно представить изменённую версию песни, либо выбрать другую. Если страна откажется от обеих альтернатив, то будет дисквалифицирована.
Была предложена вторая песня под названием «Песня про зайцев», которая, в свою очередь, была отклонена Европейским вещательным союзом (ЕВС), тем самым лишив Беларусь участия в конкурсе 2021 года. ЕВС опубликовал заявление, в котором говорилось:

Сделан вывод о том, что новая заявка также нарушает правила конкурса, которые гарантируют, что конкурс не будет использован в политических целях. Поскольку БТРК не смог подать удовлетворительную заявку в течение продлённого срока, к сожалению, Беларусь не будет участвовать в 65-м конкурсе песни «Евровидение» в мае.
Оригинальный текст (англ.)It was concluded that the new submission was also in breach of the rules of the competition that ensure the Contest is not instrumentalized or brought into disrepute. As BTRC have failed to submit an eligible entry within the extended deadline, regrettably, Belarus will not be participating in the 65th Eurovision Song Contest in May.

## Критика
«Я научу тебя» вызвала резко негативную реакцию у поклонников «Евровидения». Многие зрители обругали песню за наличие политического подтекста, за старомодный стиль песни, нехарактерный для нынешнего времени, и также возмутились выбором участника без проведения соответствующего Национального отбора, несмотря на то, что в январе 2021 года был организован приём заявок.
В интервью АТН лидер группы Дмитрий Бутаков сообщил, что песня по смыслу отражает настоящие общемировые тенденции: засилье сверхпотребления, чтобы никто не лез в политику, что людям внушается, что они должны сидеть дома, а им объяснят, как нужно себя вести, какие слова употреблять и т. д. В интервью «Настоящему Времени» Бутаков сказал, что в тексте песни он «вообще не говорил о политике», и это «очевидно для любого человека, который читать умеет или хотя бы дает себе труд задумываться над словами». В июне 2022 года председатель БТРК Иван Эйсмонт в эфире ОНТ признался, что песня была обращением к Евросоюзу.
Музыкант Алексей Стрельцов, продюсер певицы KAZNA, одной из заявленных музыкантов для несостоявшегося Национального отбора, на своём Инстаграм-канале выложил видеоролик продолжительностью в один час, где негативно отзывался о качестве данной песни. Также Стрельцов признался, что периодически делал звонки в адрес Белтелерадиокомпании по поводу степени подготовки отбора, но не получал прямого ответа.
В течение нескольких часов после его выпуска на сайте Change.org была создана петиция с требованием дисквалифицировать Беларусь с «Евровидения-2021» из-за текста песни, который был истолкован как празднование «политического угнетения и рабства». За двенадцать часов она собрала более тысячи подписей. Позже в тот же день Швеция отозвала место Беларуси в жюри на Melodifestivalen 2021, в качестве замены выступила Великобритания.